# Мюнхенський симфонічний оркестр
Мюнхенський симфонічний оркестр (нім. Münchner Symphoniker) — німецький симфонічний оркестр, що базується в Мюнхені.
Був заснований 1945 року Куртом Граунке і протягом чотирьох з половиною десятиліть називався просто Сімфонічний оркестр Граунке (нім. Symphonie-Orchester Graunke). В 1990 році після відставки Граунке прийняв нинішню назву.
За участю оркестру записані саундтреки до більш ніж 500 фільмів.